# Sarothrura rufa
Il rallo pettorosso, schiribilla pettorosso o codapiuma pettorosso (Sarothrura rufa (Vieillot, 1819)) è un uccello africano della famiglia dei Sarotruridi.

## Distribuzione e habitat
Vive in Angola, Botswana, Burundi, Camerun, Repubblica Centrafricana, Repubblica del Congo, Repubblica Democratica del Congo, Etiopia, Gabon, Kenya, Liberia, Malawi, Mozambico, Namibia, Nigeria, Ruanda, Sierra Leone, Sudafrica, Swaziland, Tanzania, Togo, Uganda, Zambia e Zimbabwe.